# Auckland Castle
Auckland Castle (Auckland Palace og lokalt Bishop's Castle eller Bishop's Palace) er et slot og herregård, der ligger i Bishop Auckland i County Durham i England.
Bygningen ejes af Church of England og blev brugt til fyrstbiskoppen af Durham i mere end 800 år. Auckland Castle blev bygget som jagthytte. Det har været biskoppen af Durhams primære bolig fra 1832, men i 2012 overgik den til Auckland Castle Trust, der er en velgørende organisation, der skal restaurere bygningen og jorden for at skabe en permanent udstilling om kristendommens historie Storbritannien.
Bygningen har mere form som et engelsk country house i nygotik end et middelalderligt forsvarsværk. Den er fortsat hovedkvarter for biskoppen af Durham og den skotske afdeling af kirken, og den er administrationskontor for bispedømmets finansafdeling.
I The Long Dining Room hænger 12 af de 13 berømte malerier fra 1600-tallet, som Francisco de Zurbarán malede af Jacob og hans 12 sønner. De har hængt her i 250 år og rummet er særligt indrettet til dem. I 2001 stemte Church Commissioners for at sælge kunstværkerne, der var vurderet til £20 mio., men opgav igen i 2010. I marts 2011 meddelte man, at planerne om at sælge billederne var opgivet efter en donation på £15 mio. fra investeringsrådgiver Jonathan Ruffer, der placerede malerierne sammen med bygningen under Auckland Castle Trust.
Slottet er omgivet af en park på ca. 3,2 km2, som oprindeligt blev brugt af biskopperne til jagt. Auckland Castle og parken indeholder i alt syv fredede bygninger af 1. grad. Disse inkluderer Deer House i Auckland Castle Park som blev bygget i 1760 og en stor krenelleret stenbygning til hjorte.